# 면목고등학교
면목고등학교(面牧高等學校)는 대한민국 서울특별시 중랑구 면목동에 있는 공립 고등학교이다.

## 학교 연혁
- 1982년 11월 30일 : 설립 인가
- 1983년 3월 1일 : 초대 문동학 교장 취임
- 1983년 3월 3일 : 제1회 입학식(733명)
- 1983년 4월 20일 : 개교식
- 1983년 5월 4일 : 관이동 및 교사동(일부) 준공(4,175m2)
- 1985년 12월 31일 : 교사동 증축 완공(1,159m2), 총건축 연면적 8,823m2
- 1986년 2월 13일 : 제1회 졸업식(712명)
- 1994년 9월 12일 : 연성관(체육관) 준공
- 2002년 2월 6일 : 정보센터 개관
- 2004년 12월 21일 : 정보도서관 개관
- 2005년 5월 2일 : 교육인적자원부 지정 '사회복지사 활용 연구학교' 지정
- 2010년 2월 2일 : 자율형공립고 지정
- 2018년 3월 1일 : 제11대 송현섭 교장 취임
- 2022년 1월 4일 : 제37회 졸업식(185명) 누계 19,064명
- 2022년 3월 2일 : 제38회 입학식(210명 9학급)

## 참고 자료
- 면목고등학교 - 한국교육학술정보원 학교알리미